# Vratislav Bedjanič
Vratislav Bedjanič, slovenski inženir elektrotehnike, * 23. oktober 1901, Sarajevo, † 15. december 1959, Ljubljana.

## Življenje in delo
Rodil se je leta 1901 v Sarajevu, kjer je njegov oče Martin Bedjanič opravljal funkcijo ravnatelja gimnazije. Diplomiral je na oddelku za elektrotehniko ljubljanske Tehniške fakultete (1928) in prav tam tudi doktoriral (1939). Leta 1940 je postal docent, 1946 izredni in 1956 redni profesor na Fakulteti za elektrotehniko v Ljubljani. Že 1945 je sodeloval pri organiziranju slovenske elektroindustrije, 1945-1947 pri urejanju tovarne Iskra v Kranju, po 1947 je kot glavni inženir Glavne direkcije za elektroindustrijo Ljudske republike Slovenije uredil in usposobil tovarni Elektrokovina v Mariboru in Elma v Črnučah. Leta 1949 je prevzel organizacijo tovarne električnih aparatov Tela v Ljubljani in jo strokovno vodil do 1959. Bedjanič je bil strokovnjak za električne stroje, elektrarne in zaščito elektroenergetskih naprav. Svoje znanje je uspešno prenašal v prakso in napisal več strokovnih knjig, ter strokovnih in znanstvenih člankov. Po njem je podjetje Iskra poimenovalo Bedjaničevo nagrado, ki se je podeljevala kot priznanje za najboljše doktorske disertacije, magistrska in diplomska dela na področju stikalne tehnike in avtomatizacije. Nagrado podeljuje nacionalni komite CIGRE-CIRED Arhivirano 2013-12-03 na Wayback Machine..